# Yāsir ʿAbbās
Yāsir Mahmūd Ridā ʿAbbās (arabisch ياسر محمود رضا عباس, DMG Yāsir Maḥmūd Riḍā ʿAbbās; * 8. Februar 1962) ist ein palästinensisch-kanadischer Geschäftsmann und Sohn des Präsidenten der Palästinensischen Autonomiebehörde Mahmūd ʿAbbās.

## Frühes Leben
Yāsir Mahmūd Ridā ʿAbbās ist der zweite von drei Söhnen von Mahmūd ʿAbbās und seiner Frau Amīna. Er erhielt seinen Namen zu Ehren des Palästinenserführers Yāsir ʿArafāt. Im Jahr 1983 absolvierte er erfolgreich sein Bauingenieurwesen-Studium an der Washington State University.

## Karriere
Obwohl ʿAbbās' Vater von Muhammad Raschīd, dem ehemaligen Wirtschaftsberater von Yāsir ʿArafāt, beschuldigt wird, sich 100 Millionen Dollar von der palästinensischen Regierung angeeignet zu haben, behauptet ʿAbbās, dass sein Reichtum aus eigenen Geschäften stammt.
In den späten 1980er und frühen 1990er Jahren residierte ʿAbbās in Montreal, Kanada, wo er ein Unternehmen betrieb, das sich hauptsächlich auf die Renovierung von Wohnhäusern spezialisierte. Während dieser Zeit erlangte er die kanadische Staatsbürgerschaft.
ʿAbbās war seit den 1980er Jahren für verschiedene Vertragsfirmen am Persischen Golf tätig, bevor er 1997 nach Rāmallāh zurückkehrte und sein eigenes Unternehmen gründete. Er ist der Inhaber von Falcon Tobacco, einem Unternehmen, das den Verkauf aller in den USA hergestellten Zigaretten in den palästinensischen Gebieten kontrolliert. Darüber hinaus ist ʿAbbās der Vorsitzende der Falcon Holding Group, einer palästinensischen Investmentgesellschaft, zu der auch die Falcon Electric Mechanical Contracting Company (FEMC) gehört. Der Erfolg von FEMC wurde auch durch die Unterstützung der US-Regierung ermöglicht. Während des Irakkriegs erhielt das Unternehmen einen Auftrag in Höhe von 1,89 Millionen Dollar von der US-Regierung für den Bau eines Abwassersystems in der Stadt Hebron.
Neben seinem Tabakgeschäft ist ʿAbbās auch in der Leitung einer Versicherungsgesellschaft, eines Bauunternehmens und eines Immobilienunternehmens tätig, die alle ihren Hauptsitz in Rāmallāh haben, der Hauptstadt des Westjordanlandes. Außerdem besitzt er eine Werbeagentur im Westjordanland zusammen mit seinem Bruder Tāriq ʿAbbās.
Im Oktober 2013 wurde eine Verleumdungsklage von ʿAbbās gegen Jonathan Schanzer, einen politischen Analysten und Vizepräsidenten der in Washington DC ansässigen Foundation for Defense of Democracies, von einem Richter abgewiesen. Im Juni 2012 verfasste Schanzer einen Online-Meinungsbeitrag für die Zeitschrift Foreign Policy, in dem er die Legitimität des Vermögens von Präsident Mahmūd ʿAbbās' beiden Söhnen (Yāsir und Tāriq) in Frage stellte.
Im August 2015 wurde berichtet, dass er in einen Korruptionsskandal verwickelt war. Der Skandal drehte sich um den Missbrauch öffentlicher Gelder, und es wurde bekannt, dass er 50.000 Dollar für den Kauf von Wohnungen in einem Luxuskomplex in Rāmallāh zahlte. Es wurde behauptet, dass der Außenminister von Bahrain um 4 Millionen Dollar gebeten wurde, um den privaten Komplex für palästinensische Beamte zu finanzieren.

## Privatleben
ʿAbbās hat aus einer vorherigen Ehe zwei Söhne und eine Tochter. Im Jahr 2015 heiratete er Malak Dschaʿfar, eine Fernsehmoderatorin der libanesischen BBC.